# Lessard-et-le-Chêne
Pour les articles homonymes, voir Lessard.
Lessard-et-le-Chêne est une commune française située dans le département du Calvados en région Normandie, peuplée de 155 habitants.

## Géographie
| Le Mesnil-Simon                    | Le Mesnil-Simon     | Le Mesnil-Eudes        |
| Saint-Julien-le-Faucon, Coupesarte | Lessard-et-le-Chêne | Saint-Germain-de-Livet |
| Coupesarte                         | Le Mesnil-Durand    | Le Mesnil-Durand       |

### Hydrographie
La commune est située dans le bassin Seine-Normandie. Elle est drainée par la Vie, le Herpin, le fossé 01 de la Conterie, le ruisseau du Chene, le ruisseau de Grais, le fossé 01 de la Beurrerie et un bras de la Vie,,.
La Vie, d'une longueur de 67 km, prend sa source dans la commune de Ménil-Hubert-en-Exmes et se jette  dans la Dives à Méry-Bissières-en-Auge, après avoir traversé 16 communes. 

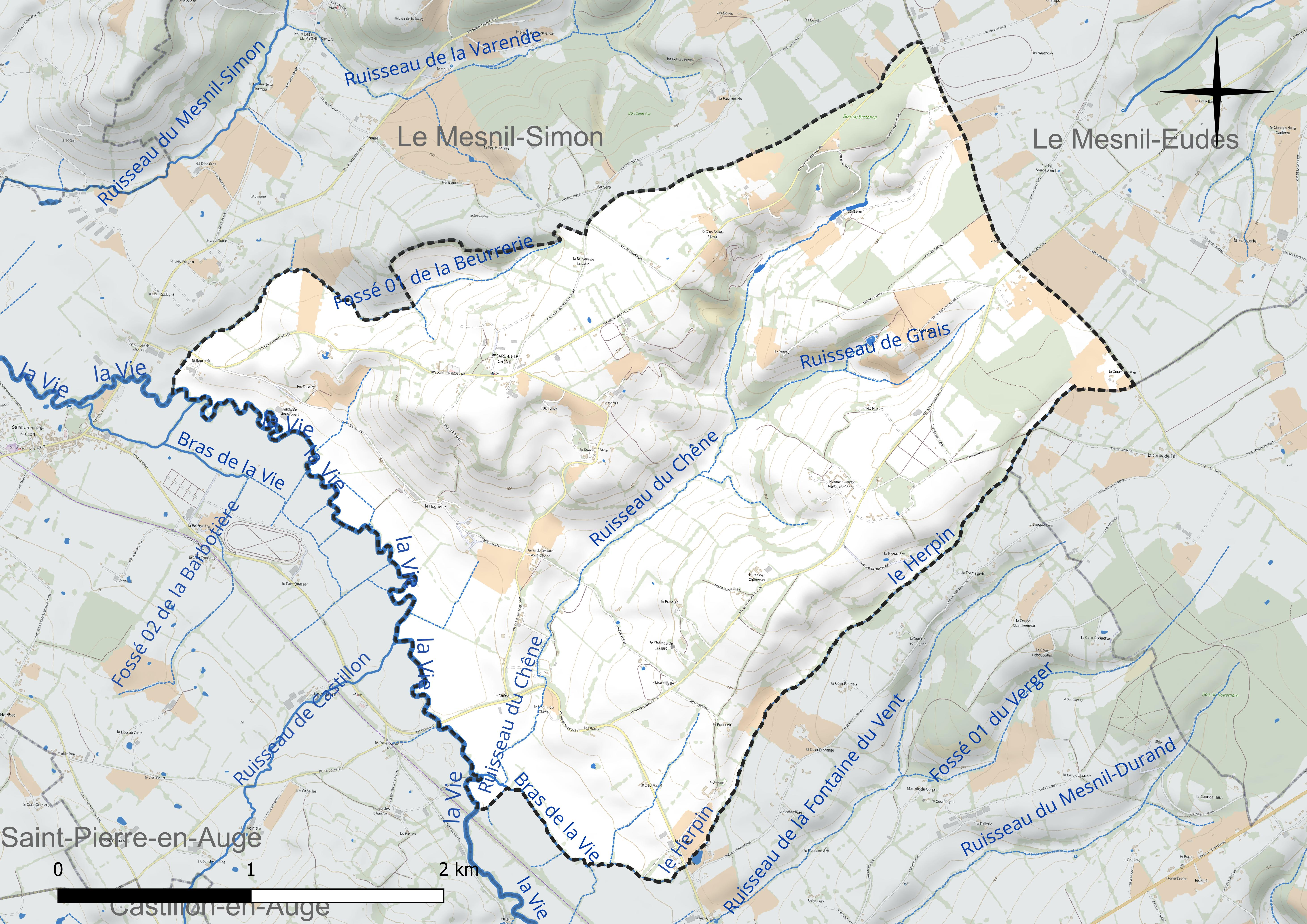
Réseau hydrographique de Lessard-et-le-Chêne.

### Climat
Pour des articles plus généraux, voir Climat de la Normandie et Climat du Calvados.
En 2010, le climat de la commune est de type climat océanique altéré, selon une étude du CNRS s'appuyant sur une série de données couvrant la période 1971-2000. En 2020, Météo-France publie une typologie des climats de la France métropolitaine dans laquelle la commune est exposée à un climat océanique et est dans la région climatique Normandie (Cotentin, Orne), caractérisée par une pluviométrie relativement élevée (850 mm/a) et un été frais (15,5 °C) et venté. Parallèlement le GIEC normand, un groupe régional d'experts sur le climat, différencie quant à lui, dans une étude de 2020, trois grands types de climats pour la région Normandie, nuancés à une échelle plus fine par les facteurs géographiques locaux. La commune est, selon ce zonage, exposée à un « climat contrasté des collines », correspondant au Pays d'Auge, Lieuvin et Roumois, moins directement soumis aux flux océaniques et connaissant toutefois des précipitations assez marquées en raison des reliefs collinaires qui favorisent leur formation.
Pour la période 1971-2000, la température annuelle moyenne est de 10,4 °C, avec  une amplitude thermique annuelle de 13,2 °C. Le cumul annuel moyen de précipitations est de 825 mm, avec 13,1 jours de précipitations en janvier et 8,3 jours en juillet. Pour la période 1991-2020, la température moyenne annuelle observée sur la station météorologique la plus proche, située sur la commune de Lisieux à 11 km à vol d'oiseau, est de 11,7 °C et le cumul annuel moyen de précipitations est de 881,4 mm,. Pour l'avenir, les paramètres climatiques de la commune estimés pour 2050 selon différents scénarios d'émission de gaz à effet de serre sont consultables sur un site dédié publié par Météo-France en novembre 2022.

## Urbanisme

### Typologie
Au 1er janvier 2024, Lessard-et-le-Chêne est catégorisée commune rurale à habitat très dispersé, selon la nouvelle grille communale de densité à 7 niveaux définie par l'Insee en 2022.
Elle est située hors unité urbaine. Par ailleurs la commune fait partie de l'aire d'attraction de Lisieux, dont elle est une commune de la couronne,. Cette aire, qui regroupe 57 communes, est catégorisée dans les aires de 50 000 à moins de 200 000 habitants,.

### Occupation des sols
L'occupation des sols de la commune, telle qu'elle ressort de la base de données européenne d'occupation biophysique des sols Corine Land Cover (CLC), est marquée par l'importance des territoires agricoles (94,2 % en 2018), une proportion sensiblement équivalente à celle de 1990 (94,7 %). La répartition détaillée en 2018 est la suivante : 
prairies (81,1 %), terres arables (11,9 %), forêts (5,8 %), zones agricoles hétérogènes (1,2 %). L'évolution de l'occupation des sols de la commune et de ses infrastructures peut être observée sur les différentes représentations cartographiques du territoire : la carte de Cassini (XVIIIe siècle), la carte d'état-major (1820-1866) et les cartes ou photos aériennes de l'IGN pour la période actuelle (1950 à aujourd'hui).

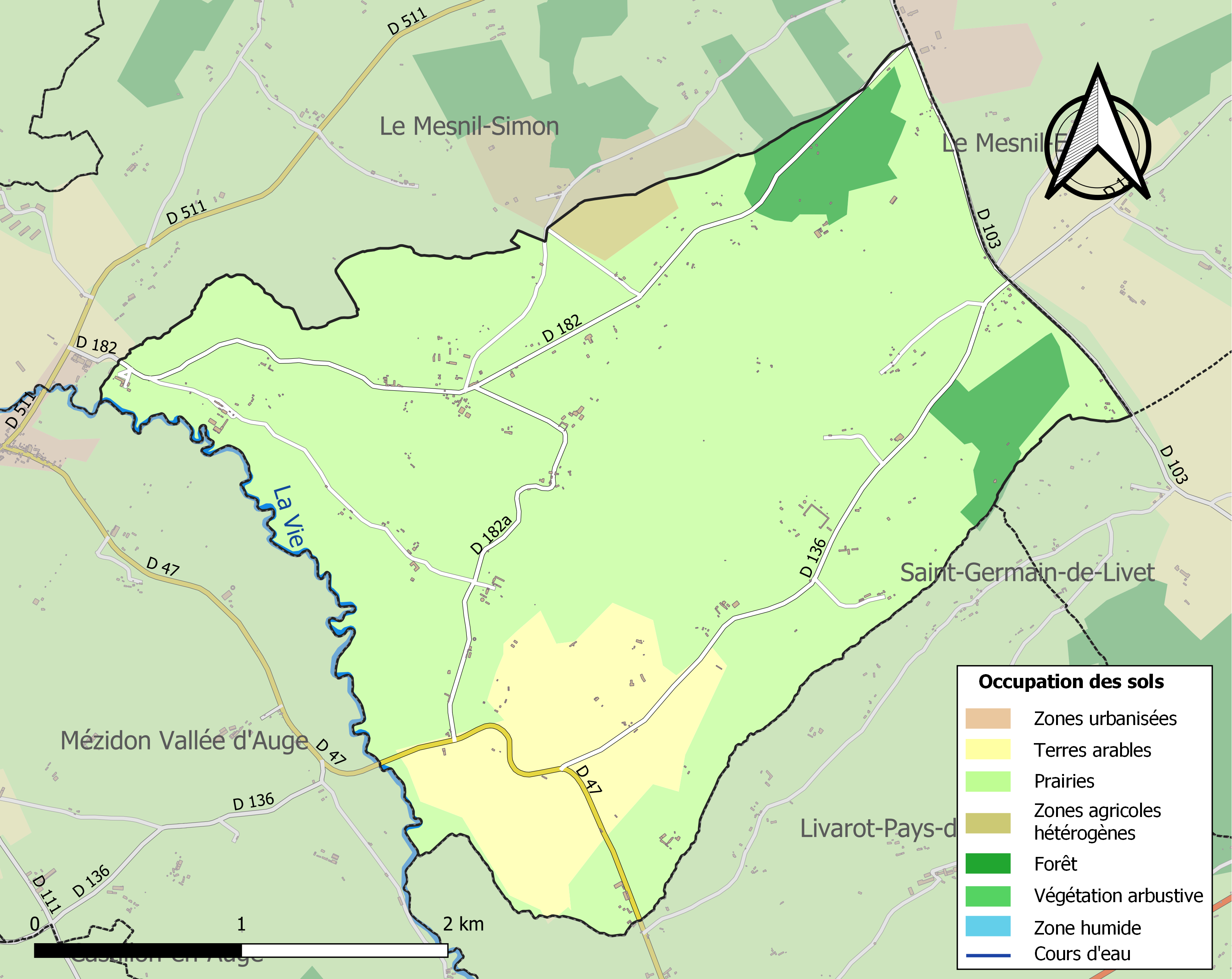
Carte des infrastructures et de l'occupation des sols de la commune en 2018 (CLC).

## Toponymie
Le nom de la localité est attesté sous la forme Lessart en 1234.
De l'oïl essart « lieu défriché », qui provient du latin exsartum avec agglutination de l'article défini.
(Le) Chesne : dénomination de l'ancienne commune de Chêne-en-Auge, attestée sous la forme Quercus au XIVe siècle (pouillé de Lisieux, p. 47).

## Histoire
Avant 1806, les paroisses de Lessard et du Chêne-en-Auge s'unissent et forment la commune de Lessard-et-le-Chêne.

## Politique et administration
| Période                                  | Période      | Identité                                    | Étiquette | Qualité              |
| ---------------------------------------- | ------------ | ------------------------------------------- | --------- | -------------------- |
|                                          |              | Ernest Rioult Comte de Neuville (1897-1940) |           | Officier             |
| 1947                                     | 1953         | Yvonne Rioult de Neuville (1899-1978)       |           | Épouse du précédent  |
| Les données manquantes sont à compléter. |              |                                             |           |                      |
| 1995                                     | octobre 2016 | Yvon Baudouin                               | LR        | Gérant de haras      |
| décembre 2016                            | En cours     | Marielle Garmond                            | SE        | Exploitante agricole |
| Les données manquantes sont à compléter. |              |                                             |           |                      |

Le conseil municipal est composé de onze membres dont le maire et deux adjoints.

## Démographie
Les habitants de la commune sont nommés les Chênessartais.
L'évolution du nombre d'habitants est connue à travers les recensements de la population effectués dans la commune depuis 1793. Pour les communes de moins de 10 000 habitants, une enquête de recensement portant sur toute la population est réalisée tous les cinq ans, les populations de référence des années intermédiaires étant quant à elles estimées par interpolation ou extrapolation. Pour la commune, le premier recensement exhaustif entrant dans le cadre du nouveau dispositif a été réalisé en 2008.
En 2022, la commune comptait 155 habitants, en évolution de −0,64 % par rapport à 2016 (Calvados : +1,58 %, France hors Mayotte : +2,11 %).
Lessard-et-le-Chêne a compté jusqu'à 366 habitants en 1806.
| 1793 | 1800 | 1806 | 1821 | 1831 | 1836 | 1841 | 1846 | 1851 |
| ---- | ---- | ---- | ---- | ---- | ---- | ---- | ---- | ---- |
| 349  | 298  | 366  | 345  | 322  | 331  | 296  | 286  | 294  |

| 1856 | 1861 | 1866 | 1872 | 1876 | 1881 | 1886 | 1891 | 1896 |
| ---- | ---- | ---- | ---- | ---- | ---- | ---- | ---- | ---- |
| 285  | 256  | 281  | 271  | 287  | 276  | 278  | 262  | 302  |

| 1901 | 1906 | 1911 | 1921 | 1926 | 1931 | 1936 | 1946 | 1954 |
| ---- | ---- | ---- | ---- | ---- | ---- | ---- | ---- | ---- |
| 333  | 284  | 265  | 321  | 315  | 317  | 270  | 268  | 243  |

| 1962 | 1968 | 1975 | 1982 | 1990 | 1999 | 2006 | 2008 | 2013 |
| ---- | ---- | ---- | ---- | ---- | ---- | ---- | ---- | ---- |
| 259  | 255  | 202  | 189  | 176  | 175  | 159  | 154  | 154  |

| 2018 | 2022 | - | - | - | - | - | - | - |
| ---- | ---- | - | - | - | - | - | - | - |
| 159  | 155  | - | - | - | - | - | - | - |

## Culture locale et patrimoine

### Lieux et monuments
- L'église Notre-Dame de Lessard, du XIIe siècle, très remaniée au XVIe. L'église Saint-Pierre du Chêne a été détruite sous la Révolution.
- Château de Lessard (XVIIIe).
- Manoir du Chêne (XVe), ancien presbytère de la paroisse du Chêne.
- Stèle à la mémoire des six membres d'équipage américains de la 553e escadrille de la 9th Air Force dont l'avion est tombé sur le territoire communal le 28 juillet 1944[35].

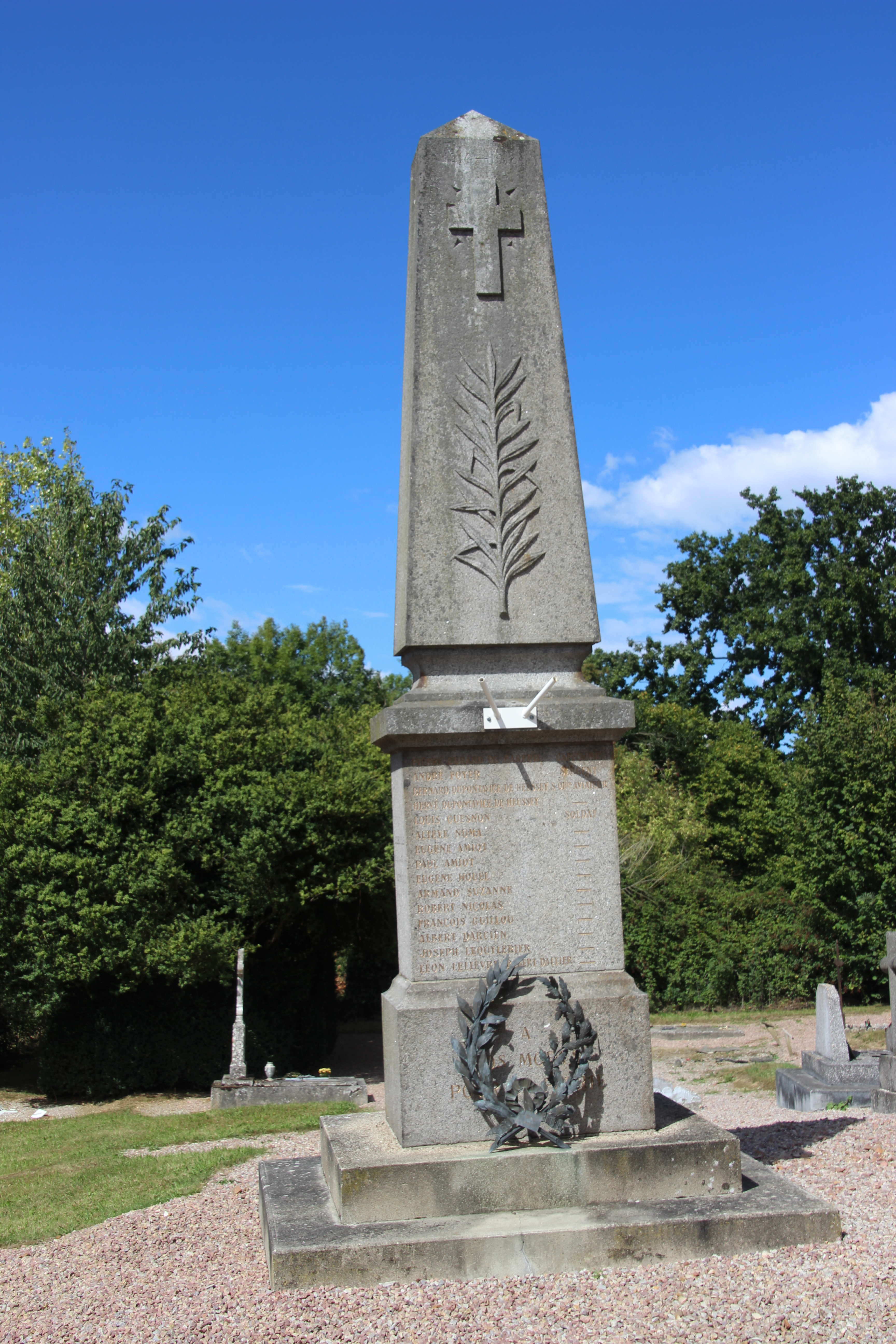
Monument aux morts.
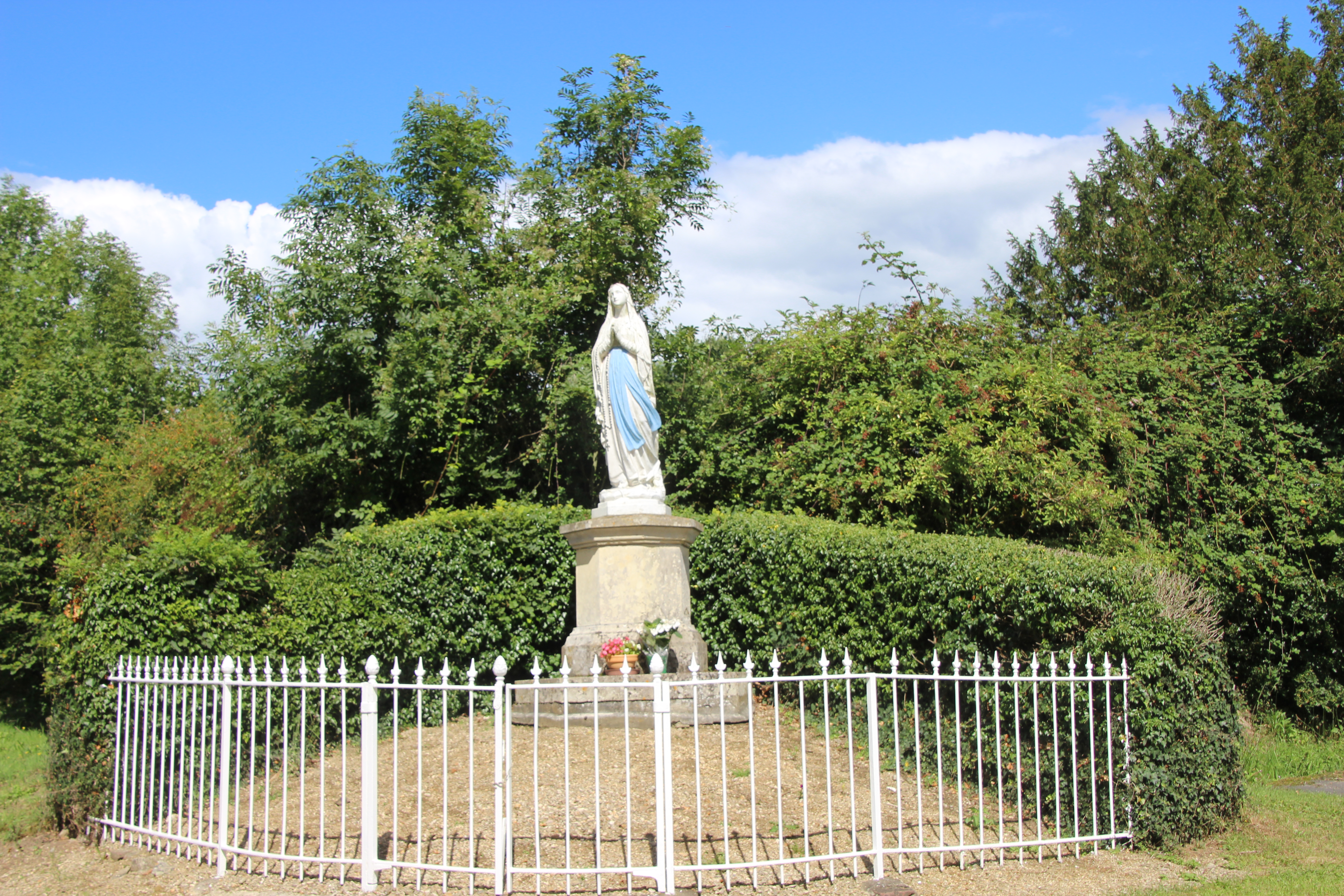
Statue de Marie.
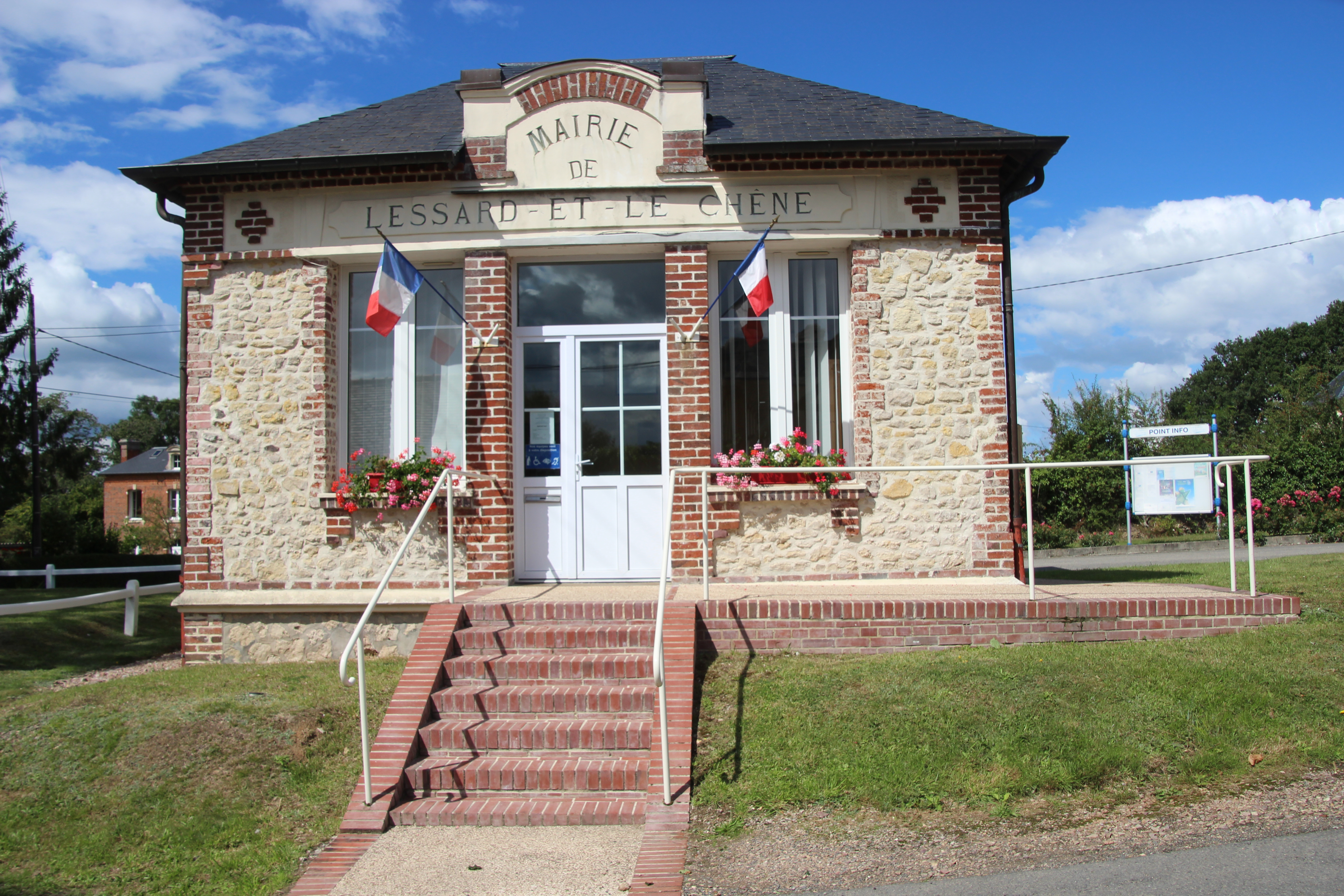
Mairie.

### Personnalités liées à la commune
- Olivier du Pontavice de Heussey, né à Fougères en 1853, ancien directeur des Haras nationaux (Angers, Le Pin-au-Haras). Il s'installe à Lessard-et-le-Chêne en 1911 pour y élever des pur-sangs[36].
- Jacques Vimard, artiste peintre né à Paris en 1942, vit à Lessard-et-le-Chêne[37].